# Cormoran des Bougainville
Leucocarbo bougainvillii
Pour les articles homonymes, voir Bougainville.
Espèce
Statut de conservation UICN

 NT  : Quasi menacé
Le Cormoran de Bougainville (Leucocarbo bougainvillii), est une espèce d'oiseaux de mer n'habitant que les côtes occidentales de l'Amérique du Sud et se trouvant jusqu'au Panama au Nord.

## Dénomination
Cet animal a initialement été nommé Phalacrocorax bougainvillii par René Primevère Lesson en référence à Hyacinthe de Bougainville. Actuellement l'IOC le classe sous le taxon Leucocarbo bougainvillii à la suite d'études de phylogénie moléculaire. Cependant, certains ornithologues continuent à le classer dans le genre Phalacrocorax. D'autres auteurs préconisent l'utilisation de la forme plurielle bougainvilliorum pour l'espèce, puisque l'oiseau aurait aussi été décrit par le père de Hyacinthe de Bougainville, Louis-Antoine de Bougainville,. Sous cet épithète, le nom francisé de cet oiseau devient Cormoran des Bougainville, en référence aux deux marins.
Au Pérou, il est appelé guanay et il est représenté stylisé sur les fresques de Chan Chan.

## Répartition

Aire de répartition de l'espèce. Ses zones d'habitat permanent sont en bleu ; ses zones d'hivernage en vert.

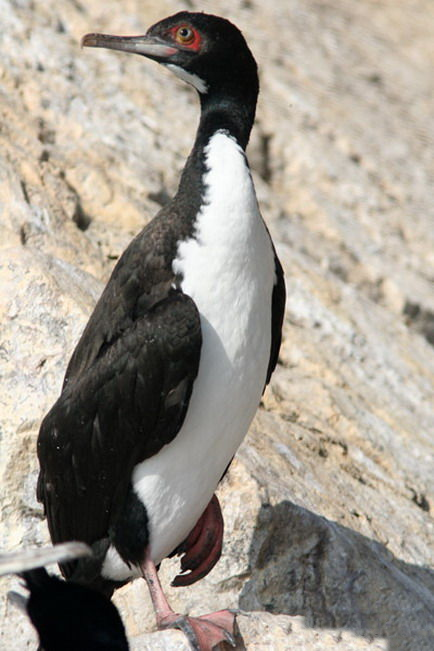
Îles Ballestas - Pérou

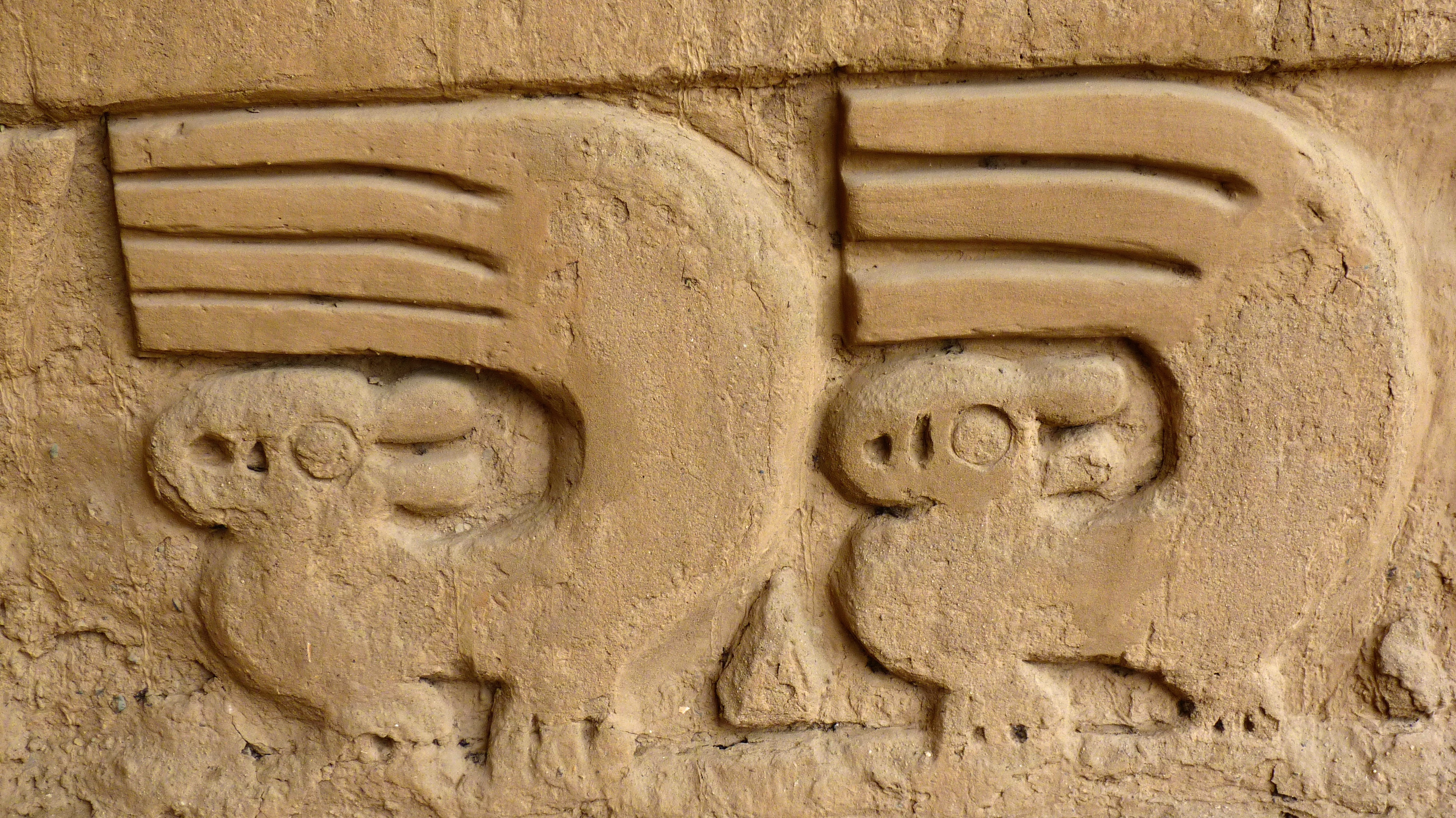
"Guanay" sur un mur de Chan Chan - Pérou

## Taxonomie
synonymesPhalacrocorax bougainvillii, Phalacrocorax bougainvilliorum (HBW, 2014)